# Norma McCorvey
Norma Leah Nelson McCorvey, née le 22 septembre 1947 à Simmesport et morte le 18 février 2017 à Katy, également connue sous le pseudonyme de Jane Roe, est la plaignante dans l'affaire juridique américaine historique Roe v. Wade dans laquelle la Cour suprême des États-Unis a statué en 1973 que les lois des États interdisant l'avortement étaient inconstitutionnelles.
Elle devient par la suite une fervente militante anti-avortement,,, avant d'indiquer peu avant de mourir qu'elle aurait accepté de l'argent du mouvement pro-vie pour dénoncer les IVG. Cette déclaration figure dans un documentaire diffusé quelques années après sa mort,. Elle y répond aussi à une question du réalisateur : « Oui […], j’étais une bonne actrice. »,.
Elle a écrit deux autobiographies (I am Roe, publié en 1994, et Won by Love publié en 1998),.